# Haemaphysalis aculeata
Haemaphysalis aculeata är en fästingart som beskrevs av Lavarra 1904. Haemaphysalis aculeata ingår i släktet Haemaphysalis och familjen hårda fästingar. Inga underarter finns listade i Catalogue of Life.